# HD54772
HD54772 — хімічно пекулярна зоря спектрального класу A0, що має видиму зоряну величину в смузі V приблизно  8,9.
Вона  розташована на відстані близько 862,8 світлових років від Сонця.

## Пекулярний хімічний вміст
Зоряна атмосфера HD54772 має підвищений вміст 
Si
.